# NGC 5575
NGC 5575 est une galaxie lenticulaire située dans la constellation de la Vierge. Sa vitesse par rapport au fond diffus cosmologique est de 7 811 ± 17 km/s, ce qui correspond à une distance de Hubble de 115,2 ± 8,1 Mpc (∼376 millions d'al). NGC 5575 a été découverte par l'astronome germano-britannique William Herschel en 1793. Cette galaxie a aussi été observée par l'astronome américain Lewis Swift le 22 mai 1884 et elle a été inscrite au New General Catalogue sous la cote NGC 5578.
Selon la base de données Simbad, NGC 5575 est une galaxie LINER, c'est-à-dire une galaxie dont le noyau présente un spectre d'émission caractérisé par de larges raies d'atomes faiblement ionisés.
À ce jour, une mesure non basée sur le décalage vers le rouge (redshift) donne une distance d'environ 108,000 Mpc (∼352 millions d'al). Cette valeur est à l'intérieur des valeurs de la distance de Hubble. 